# Friedrich Coch
Friedrich Otto Coch (* 11. Dezember 1887 in Eisenach; † 9. September 1945 in Hersbruck) war ein deutscher evangelisch-lutherischer Geistlicher und Nationalsozialist. Als führender Vertreter der Deutschen Christen war er von 1933 bis 1945 Landesbischof der Evangelisch-Lutherischen Landeskirche Sachsens.

## Leben
Seine Eltern waren der Geheime Justizrat Ferdinand Coch und dessen Ehefrau Martha von Ribbeck.
Nach dem Studium der evangelischen Theologie in Rostock und Leipzig war Coch zunächst zwei Jahre als Hauslehrer im vorpommerschen Utzedel tätig. Er wurde 1914 Gefängnisseelsorger der Haftanstalt Hoheneck im Erzgebirge, im Ersten Weltkrieg 1916 Feldgeistlicher. Nach dem Krieg war er ab 1918 Pfarrer des Schwesternhauses Arnsdorf, 1921 Gemeindepfarrer von St. Nikolai in Freiberg. Seit 1927 war Coch Landespfarrer der Inneren Mission und Leiter des Pressverbandes der Evangelisch-Lutherischen Landeskirche Sachsens. Nominell war er als Pfarrer der Dresdner Frauenkirche zugeordnet, wo er Vertretungsdienste übernahm. Zum 1. März 1931 trat er in die NSDAP ein (Mitgliedsnummer 437.507), wurde im Jahr darauf Gaufachberater für Kirchenfragen in Sachsen und im Mai 1933 Führer der Arbeitsgemeinschaft nationalsozialistischer Pfarrer in Sachsen, einer Vorläuferorganisation der Deutschen Christen.
Nach der Machtergreifung der Nationalsozialisten und dem Tod des Bischofs Ludwig Ihmels wurde Coch am 30. Juni auf Betreiben des sächsischen Innenministers Karl Fritsch (NSDAP) als kommissarischer Landesbischof in Sachsen eingesetzt. Die „braune“ Landessynode, die von Vertretern der Deutschen Christen dominiert wurde, bestätigte ihn im August 1933 einstimmig in diesem Amt. Im September 1933 nahm Coch an der „Deutschen Nationalsynode“ in Wittenberg teil, die Ludwig Müller zum „Reichsbischof“ wählte. Während Cochs feierlicher Amtseinführung am 10. Dezember 1933 wehte oben auf der Kuppel der Dresdner Frauenkirche die Hakenkreuzfahne; die Kirche hieß ab Herbst 1934 nach Angabe der Zeit Dom der Deutschen Christen. Zugleich wurde er Führer der Glaubensgemeinschaft Deutsche Christen in Sachsen und Herausgeber der Monatszeitschrift Christenkreuz und Hakenkreuz. 
Während Coch in den ersten zwei Jahren seines Amtes gemäß dem Führerprinzip über die Landeskirche herrschte, war sein Einfluss ab Ende 1935 eingeschränkt. Im Sinne einer Befriedung des Kirchenkampfes zwischen Deutschen Christen und Bekennender Kirche musste er seine Macht mit dem Landeskirchenausschuss teilen, dem auch Mitglieder der Bekennenden Kirche angehörten. Dieser wurde jedoch 1937 mit Gewalt aufgelöst, anschließend hatte der Leiter des Landeskirchenamts Johannes Klotsche, ab 1938 Präsident des Landeskonsistoriums, die faktische Führung der Landeskirche inne. Cochs Amt als Landesbischof hatte nur noch repräsentative Funktion.
Nach der Bombardierung Dresdens im Februar 1945 floh Coch nach Bad Elster, wo er in amerikanische Gefangenschaft geriet. Er starb nach Kriegsende in US-Internierung im ehemaligen KZ-Außenlager Hersbruck.
Er war mit Elisabeth Adolfine Caroline Wagner verheiratet, das Paar hatte mehrere Kinder.

## Publikationen
- Friedrich Coch: Die Kirche im Dritten Reich. Quelle & Meyer, Leipzig 1933.
- Walter Grundmann: Totale Kirche im totalen Staat. Ansprache in der Thomaskirche zu Leipzig am 19. Oktober 1933 zur Eröffnung der sächsischen Volksmissionswoche. Geleitwort Friedrich Coch. Verlag O. Günther, Dresden 1934.
- Friedrich Coch: Predigt im Eröffnungsgottesdienst für die 16. ordentliche evangelisch-lutherische Landessynode in der Domkirche zu Dresden am 11. August 1933. Verlag Naumann, Dresden 1933.
- Friedrich Coch (Hg.): Christenkreuz und Hakenkreuz. Monatsblatt für deutsche Christen. Dresden, 1933f.; später Weimar (insgesamt 1.1933 – 4.1936)